# Passiflora tecta
Passiflora tecta är en passionsblomsväxtart som beskrevs av Feuillet. Passiflora tecta ingår i släktet passionsblommor, och familjen passionsblomsväxter. Inga underarter finns listade i Catalogue of Life.